# Прохот
Прохот (слч. Prochot) насељено је мјесто са административним статусом сеоске општине (слч. obec) у округу Жјар на Хрону, у Банскобистричком крају, Словачка Република.

## Становништво
| Година:    | 1994. | 2004.    | 2014.   | 2024.   |
| ---------- | ----- | -------- | ------- | ------- |
| Број људи: | 693   | 618      | 567     | 553     |
| Разлика:   |       | -10,82 % | -8,25 % | -2,46 % |

| Година:    | 2023. | 2024.   |
| ---------- | ----- | ------- |
| Број људи: | 552   | 553     |
| Разлика:   |       | +0,18 % |

Према подацима о броју становника из 2011. године насеље је имало 595 становника.